# Mary Oyaya
Mary Oyaya är en kenyansk skådespelare som spelade rollen som jediriddaren Luminara Unduli i Star Wars: Episod II – Klonerna anfaller. Hon bor i Australien.